# 63号美国国道
63号美国国道（英語：U.S. Route 63）是一条南北方向的美国国道。该公路连接了路易斯安那州拉斯顿和威斯康辛州贝菲县，全长1,286英里。該國道的歷史可以追溯到1926年。